# Meathook Seed
Meathook Seed — сайд-проект, созданный участниками групп Napalm Death и Obituary Митчем Харрисом, Тревором Пересом и Дональдом Тарди в 1992 году. В 1993 году был выпущен первый альбом Embedded на лейбле Earache Records. Позже в состав вошёл басист Шейн Эмбери из Napalm Death, а Тревор Перес и Дональд Тарди покинули Meathook Seed. После долгого затишья в 1999 году в обновлённом составе был записан и выпущен второй альбом Basic Instructions Before Leaving Earth (B.I.B.L.E.) на лейбле Dream Catcher, на котором Meathook Seed перешли с дэт-метал звучания на индастриал-рок. После выхода этого альбома проект окончательно прекратил деятельность.
За свою карьеру Meathook Seed выступали всего лишь дважды. В 1994 они играли вместе с Napalm Death и Obituary, заменив Machine Head, которые в последний момент не смогли принять участия в двух концертах.

## Состав

### Последний
- Митч Харрис — гитара, программирование (1992—1999)
- Шейн Эмбери — бас-гитара (1993—1999)
- Кристоф Ламоурет — вокал (1999)
- Ян Трейси — ударные (1999)

### Бывшие участники
- Тревор Перес — вокал (1992—1994)
- Дональд Тарди — ударные (1992—1994)
- Расс Рассел (сессионный) — гитара (1999)

## Дискография
- 1993 - Embedded
- 1999 - Basic Instructions Before Leaving Earth (B.I.B.L.E.)